# Robert Lacroix (homme politique)
Pour les articles homonymes, voir Robert Lacroix et Lacroix.
Robert Lacroix est un homme politique français né le 13 février 1862 à Theizé (Rhône) et décédé le 27 février 1931 à Theizé
Viticulteur, il est maire de Theizé de 1904 à 1931, conseiller général de 1910 à 1931 et sénateur du Rhône de 1927 à 1931, inscrit au groupe de la Gauche démocratique. Son activité parlementaire est quasi nulle.

## Sources
- « Robert Lacroix (homme politique) », dans le Dictionnaire des parlementaires français (1889-1940), sous la direction de Jean Jolly, PUF, 1960 [détail de l’édition]